# История Аси Клячиной, которая любила, да не вышла замуж
«История Аси Клячиной, которая любила, да не вышла замуж» (другое название — «Асино счастье») — чёрно-белый художественный фильм Андрея Кончаловского, снятый в 1967 году и вышедший в прокат 20 лет спустя. История любви кроткой и гордой Аси-хромоножки к непутёвому шофёру Степану. Фильм снимался в селе Кадницы Горьковской области, в большинстве ролей заняты жители села.

## История создания
Сценарий фильма был написан начинающим сценаристом Юрием Клепиковым. Кончаловский изначально отказался от приглашения на главные роли известных актёров и решил снимать фильм в глубинке (село Кадницы Горьковской области). На главную роль была приглашена Ия Саввина, помимо неё в картине заняты только два профессиональных актёра (Любовь Соколова и Михаил Кислов) и режиссёр Александр Сурин. Все прочие роли сыграны непрофессионалами, главным образом жителями деревни.
В фильме присутствуют полудокументальные кадры, в частности монологи сельских жителей с рассказами о своей жизни (на фронте, в лагерях и пр.). Их снимали двумя или тремя камерами, с синхронной записью звука.
Фильм в 1967 году был показан под названием «Асино счастье», однако в широкий прокат не вышел и лёг на полку. В 1987 году состоялась его вторая премьера (после восстановления). В 1989 году режиссёр А. Кончаловский получил премию «Ника» за лучшую режиссёрскую работу (номинировались также оператор Г. Рерберг и актриса И. Саввина). В 1990 году создатели фильма (Ю. Клепиков, А. Кончаловский, Г. Рерберг, М. Ромадин и И. Саввина) были награждены Государственной премией РСФСР имени братьев Васильевых. В 2022 году фильм был отреставрирован специалистами «Мосфильма» в разрешении 4K. 11 августа 2022 года при поддержке журнала «Искусство кино» фильм был выпущен в повторный прокат.
В 1994 году Кончаловский снял фильм «Курочка Ряба», своеобразное продолжение истории про Асю Клячину через 25 лет. Ия Саввина отказалась сыграть в фильме, сочтя сценарий оскорбительным для русского народа. Роль Аси сыграла Инна Чурикова. В этом фильме снялись также многие из тех, кто был показан в фильме 1967 года.

## Сюжет
Горожанин Чиркунов приезжает в родной колхоз и делает предложение хромой поварихе Асе, в которую давно влюблён. Она отказывается, потому что не любит Чиркунова, а любит шофёра Степана и ждёт от него ребёнка. Но сам Степан к ней почти равнодушен.

## В ролях
| Актёр             | Роль                         |
| ----------------- | ---------------------------- |
| Ия Саввина        | Ася Клячина                  |
| Геннадий Егорычев | Саша Чиркунов                |
| Александр Сурин   | Степан                       |
| Иван Петров       | Прохор                       |
| Любовь Соколова   | жена Прохора Мария           |
| Михаил Кислов     | парень-жонглёр               |
| Борис Парфёнов    | эпизод                       |
| Сергей Парфёнов   | эпизод                       |
| Фёдор Родионычев  | дед Тихомир                  |
| Коля Погодин      | сын Прохора и Марии Мишанька |

## Съёмочная группа
- Главный оператор — Георгий Рерберг
- Главный художник — Михаил Ромадин
- Звукооператор — Раиса Маргачева
- Режиссёр — Мария Заржицкая
- Оператор — Владимир Ошеров
- Художник — Л. Наппельбаум

## Отзывы о фильме
- Из книги А. С. Кончаловского «Возвышающий обман» (1999):

Мне очень хотелось запечатлеть на пленку неприхотливое течение жизни. В то время мы с Андреем Тарковским много думали о принципах изложения сюжета. Нельзя ли просто хроникально зафиксировать жизнь человека в каждый момент его жизни, ничего не отбирая, а потом смонтировать, отжав все неинтересное на монтажном столе? Думаю, что воздействие «Аси» на искушённого зрителя било наотмашь по простой причине. Простая жизнь пронзала своей болью, своей нищетой, своей замороженностью. Ибо нельзя было в той, Советской России быть несчастным. Не разрешалось. Все были счастливы. А кровь текла… А стоны не стихали…
- Ия Саввина:

Многие сцены советское начальство требовало вырезать. Например, всю роль деда Тихомира. Я, разговаривая с Кончаловским по телефону, сказала: вырежь меня до кадра, всю абсолютно. Но не трогай деда! Потому что это счастье. Это украшение картины. Как и горбатенький бригадир, как все эти совершенно уникальные люди. И дружно, хорошо мы снимали. И когда какой-то был праздник, накрывали стол. И варили картошку. И все вместе собирались и отмечали… А как сами жители деревенские реагировали. Первый показ был там, в деревне. Они чуть не разнесли кинотеатр от восторга. Грустно конечно, что фильм поздно вышел, через 20 лет. Он ещё тогда прямо сразу обошел бы все экраны мира. Я уверена в этом.
- Кинокритик Андрей Плахов[4]:

…Кончаловский впоследствии показал себя мастером на все руки от элегий до голливудского экшена. Код этой универсальности заложен во второй (и лучшей) картине режиссёра по сценарию Юрия Клепикова. Её полное название само по себе шедевр: «История Аси Клячиной, которая любила одного, да не вышла замуж, потому что гордая была». Документальная мелодрама — сочетание почти немыслимое. Впервые в послевоенном советском кино возникают неотлакированные картины деревни, которые в отличие от жизнеподобных фактур 20-х годов не взывают к революционным преобразованиям. Поражает синхроном записанная, почти не отцензурированная речь колхозников, прошедших через фронт и ГУЛАГ. Но всё это было бы маленькой радостью «полочного» кинематографа, если бы не бесподобная Ася в исполнении Ии Саввиной.